# Ferecetotherium
Ferecetotherium é um género de mamífero marinho da família dos Physeteridae.
A única espécie conhecida é  a Ferecetotherium kelloggi, que data do Oligoceno superior, há cerca de 28 milhões de anos, da qual foi encontrado um espécimen no Azerbaijão.  É o mais antigo membro conhecido dos physeterídeos. A espécie, próxima ao cachalote, foi descrita em 1970; o nome é uma homenagem a Remington Kellogg, um eminente especialista em cetáceos fósseis.